# Elytrotetrantus baeteni
Elytrotetrantus baeteni is een keversoort uit de familie dwerghoutkevers (Cerylonidae). De wetenschappelijke naam van de soort werd in 1963 gepubliceerd door Hans John.